# Eric Hänni
Eric Hänni (ur. 19 grudnia 1938 w Delémont, zm. 25 grudnia 2024) – szwajcarski judoka. Srebrny medalista olimpijski z Tokio.
Zawody w 1964 były jego jedynymi igrzyskami olimpijskimi (judo debiutowało wówczas w olimpijskim programie). Zdobył srebro w wadze do 68 kilogramów, w finale przegrywając z przedstawicielem gospodarzy Takehide Nakatanim. W tym samym roku zdobył brąz mistrzostw Europy (amatorów). Jako senior był wielokrotnym mistrzem kraju.